# دنغلاس

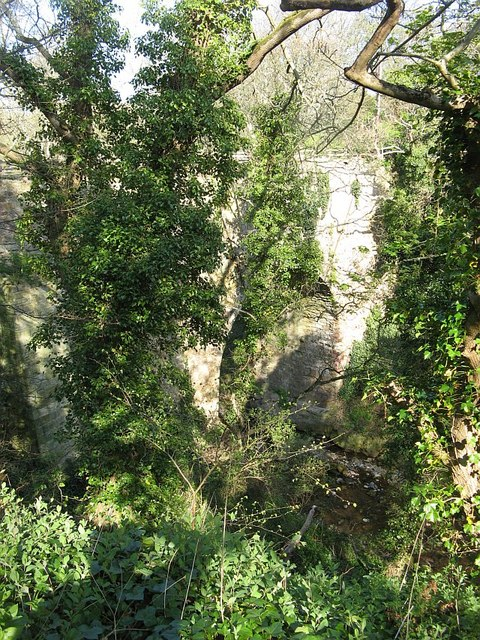
الجسر القديم، دنغلاس

دنغلاس هي قرية صغيرة في لوثيان الشرقية، اسكتلندا، الواقعة إلى الشرق من تلال لاميرموير على ساحل بحر الشمال. تقع فيها كنيسة دنغلاس الجماعية العائدة للقرن الخامس العشر، وهي الآن في رعاية اسكتلندا التاريخية. دنغلاس هي مسقط رأس السير جيمس هول، وهو عالم الجيولوجيا الإسكتلندي والجيوفيزيائي للقرن الثامن عشر.
‌